# VEEGA

Exempel på en VEEGA - Rymdsonden Galileos bana mot Jupiter

VEEGA är en akronym för Venus Earth Earth Gravity Assist. Begreppet är kopplat till rymdfärder och till den bana som en rymdfarkost tar på sin färd ut i rymden. VEEGA innebär att rymdsonden gör förbipassager av Venus och jordens (så kallade gravitationsslungor  för att få den energi som krävs för att ta språnget ut i de yttre delarna av solsystemet. Syftet är att spara bränsle och ändå kunna få tillräcklig fart för att ta sig ut i de yttre delarna av solsystemet. Den första rymdsonden som använde sig av VEEGA var Galileo (rymdsond).